# 桜山 (山口県)
桜山（さくらやま）は、山口県美祢市伊佐に位置する標高455.5mの山である。
美祢市街地（大嶺地区と伊佐地区）と伊佐セメントの石灰石砕石場や秋吉台が一望でき、また天気がよければ周防灘を隔てた大分県の由布岳や鶴見岳を見ることが出来る。
山頂付近には長門三十三観音霊場の17番札所である南原寺がある。
美祢市のテレビ・FM中継所が設けられている。

## 美祢テレビ・FM中継放送所
この地点から、美祢市ほぼ全域と下関市北部（主に旧豊田町や旧豊北町）に、地上デジタル放送も含めた電波を発射している。

### 地上デジタルテレビ放送
| ID | 放送局名         | チャンネル | 空中線 電力 | ERP | 放送対象地域 | 放送区域 内世帯数 | 開局日         |
| -- | ---------------- | ---------- | ----------- | --- | ------------ | ----------------- | -------------- |
| 1  | NHK 山口総合     | 16ch       | 10W         | 28W | 山口県       | 約8600世帯        | 2007年 12月1日 |
| 2  | NHK 山口教育     | 13ch       | 10W         | 28W | 全国         | 約8600世帯        | 2007年 12月1日 |
| 3  | tys テレビ山口   | 18ch       | 10W         | 28W | 山口県       | 約8600世帯        | 2007年 12月1日 |
| 4  | KRY 山口放送     | 20ch       | 10W         | 28W | 山口県       | 約8600世帯        | 2007年 12月1日 |
| 5  | yab 山口朝日放送 | 26ch       | 10W         | 28W | 山口県       | 約8600世帯        | 2007年 12月1日 |

- 放送エリアは、美祢市・宇部市・山陽小野田市の各一部地域。
- 美祢デジタル中継局の放送エリア（参考リンク） (PDF)  - 総務省中国総合通信局ホームページ

### 地上アナログテレビ放送
| チャンネル | 放送局名         | 空中線電力        | ERP               | 放送対象地域 | 放送区域 内世帯数 | 開局日         |
| ---------- | ---------------- | ----------------- | ----------------- | ------------ | ----------------- | -------------- |
| 24ch+      | yab 山口朝日放送 | 映像100W/ 音声25W | 映像340W/ 音声85W | 山口県       | 不明              | 1993年 10月1日 |
| 44ch+      | tys テレビ山口   | 映像100W/ 音声25W | 映像340W/ 音声85W | 山口県       | 不明              | 1970年 11月6日 |
| 55ch+      | NHK 山口教育     | 映像100W/ 音声25W | 映像310W/ 音声77W | 全国         | 不明              | 1964年 8月30日 |
| 58ch+      | NHK 山口総合     | 映像100W/ 音声25W | 映像310W/ 音声77W | 山口県       | 不明              | 1964年 8月30日 |
| 61ch       | KRY 山口放送     | 映像100W/ 音声25W | 映像340W/ 音声85W | 山口県       | 不明              | 1966年 9月22日 |

- 2011年7月24日をもってすべて廃止された。

### FMラジオ放送
| 周波数 （MHz） | 放送局名         | 空中線電力 | ERP  | 放送対象地域 | 放送区域 内世帯数 | 開始年月日     |
| -------------- | ---------------- | ---------- | ---- | ------------ | ----------------- | -------------- |
| 81.5           | FMY エフエム山口 | 100W       | 182W | 山口県       | -                 | -              |
| 84.5           | NHK 山口FM       | 50W        | 66W  | 山口県       | -                 | -              |
| 86.4           | KRY 山口放送     | 100W       | 220W | 山口県       | -                 | 2015年11月29日 |

山口放送は山口県で2番目のFM補完中継局として2015年7月29日に総務省中国総合通信局から予備免許が交付され、2015年11月25日に本免許交付、2015年11月29日に開局した。

## 所在地
- 山口県美祢市伊佐町伊佐字桜山1759-79

## アクセス
- 自動車：中国自動車道美祢ICより国道435号・県道37号を経て15分。
- 鉄道：JR美祢駅で下車。

## 周辺
- 南原寺